# Каспський муніципалітет
Каспський муніципалітет (груз. კასპის მუნიციპალიტეტი) — адміністративна одиниця мгаре Шида Картлі, Грузія. Адміністративний центр — місто Каспі.

## Населення
Станом на 1 січня 2014 чисельність населення муніципалітету склала 43 771 мешканців.
| Грузини | Азербайджанці | Осетини | Вірмени | Росіяни |
| 86,5%   | 8,8 %         | 4,0 %   | 0,2 %   | 0,2%    |